# Rhombodera fratricida
Rhombodera fratricida es una especie de mantis de la familia Mantidae.

## Distribución geográfica
Se encuentra en India, Malasia, islas de la Sonda y  Borneo.